# Белл, Монта
Монта Белл (англ. Monta Bell; 5 февраля 1881, Вашингтон — 4 февраля 1958, Лос-Анджелес) — американский режиссёр, сценарист и продюсер.

## Биография
Белл начинал как журналист в Вашингтоне, округе Колумбия, позже стал играть в постановках, дебютировал в кино в 1923 году в качестве актёра. Чарли Чаплин нанял Белла в качестве монтажёра и помощника режиссёра, а в 1924 году он стал дебютировал как режиссёр. Белл известен как режиссёр первого американского фильма Греты Гарбо «Поток».
Когда Белл присоединился к Paramount Pictures, он стал руководителя студии Astoria Studios, Квинс, Нью-Йорк. С появлением звукового кино, он снял ещё несколько комедий и мелодрам, а позже занялся продюсированием.
Он умер 4 февраля 1958 года в больнице, за день до своего 67-го дня рождения, похоронен на Голливудском кладбище.

## Фильмография
- 1923 — «Пилигрим» — актёр (полицейский на станции)
- 1924 — «Голливуд после темноты» — режиссёр
- 1924 — «Сноб» — режиссёр
- 1925 — «Леди ночи» — режиссёр
- 1925 — «Милые леди» — режиссёр
- 1925 — «Король с Мэйн-стрит» — режиссёр,  сценарист
- 1925 — «Огни старого Бродвея» — режиссёр
- 1926 — «Поток» — режиссёр
- 1926 — «Приятель» — режиссёр
- 1926 — «В центре внимания» — режиссёр
- 1927 — «После полуночи» — режиссёр,  сценарист
- 1927 — «Мужчина, женщина и грех» — режиссёр,  сценарист
- 1929 — «Письмо» — продюсер
- 1929 — «Господа из прессы» — продюсер
- 1929 — «Аплодисменты» — продюсер
- 1929 — «Суд Над Беллами» — режиссёр, сценарист
- 1929 — «Битва за Париж» — продюсер
- 1930 — «Смыв косметику» — продюсер
- 1930 — «Молодой человек из Манхэттена» — режиссёр
- 1930 — «Большой пруд» — продюсер
- 1930 — «Смех» — продюсер
- 1930 — «Восток и запад» — режиссёр, сопродюсер
- 1932 — «Под лестницей» — продюсер
- 1933 — «Худшая женщина в Париже» — режиссёр, сценарист
- 1934 — «Мужчина в белом» — продюсер
- 1934 — «Студенческий тур» — продюсер
- 1941 — «Военно-воздушная академия» — продюсер
- 1941 — «Алома Южных морей» — продюсер
- 1941 — «Рождение блюза» — продюсер
- 1941 — «Китайские чертята» — режиссёр